# Skicross masculin de ski acrobatique aux Jeux olympiques de 2022
Navigation
Pyeongchang 2018 Milan-Cortina 2026
L'épreuve masculine de Skicross aux Jeux olympiques d'hiver de 2022 a lieu le 18 février 2022 au Genting Secret Garden de Zhangjiakou. L'épreuve est présente depuis les Jeux olympiques de 2010 qui se sont déroulés à Vancouver.
Ryan Regez s'impose devant son compatriote Alex Fiva et le russe Sergueï Ridzik complète le podium en défendant sa médaille de bronze déjà acquise en 2018. Brady Leman, le champion en titre en 2018, termine à la 6e place et Marc Bischofberger, le médaillé d'argent en 2018, n'est pour sa part pas parvenu à se qualifier pour les Jeux.

## Qualification
Pour être admis aux Jeux olympiques, un athlète doit remplir trois conditions en plus des critères d'âge et médicaux :
- Comptabiliser 80 points au classement FIS de la discipline au 17 janvier 2022,
- Être classé dans le top 30 d'une épreuve comptant pour la Coupe du monde ou aux Championnats du monde,
- Un maximum de quatre athlètes de même nationalité est admis.

un total de 32 athlètes remplissent ces conditions.

## Calendrier
| Date            | Manche              | Horaire | Horaire |
| --------------- | ------------------- | ------- | ------- |
| 18 février 2022 | Qualifications      | 11h45   |         |
| 18 février 2022 | Huitièmes de finale | 14h00   |         |
| 18 février 2022 | Quarts de finale    | 14h35   |         |
| 18 février 2022 | Demi-finales        | 14h54   |         |
| 18 février 2022 | Finale              | 15h10   |         |

## Médaillés
| Or         | Argent    | Bronze         |
| Ryan Regez | Alex Fiva | Sergueï Ridzik |

## Résultats

### Qualifications
Contrairement aux épreuves de Coupe du monde, les « qualifications » n'éliminent personne, puisque les skieurs ne sont que 32 à concourir : cette épreuve chronométrée a pour objet de déterminer les tableaux des huitièmes de finale réunissant les skieurs en groupe de quatre.
| Rang | Dossard | Athlète               | Nationalité     | Temps   | Différence |       |   |           |        |         |   |
| ---- | ------- | --------------------- | --------------- | ------- | ---------- | ----- | - | --------- | ------ | ------- | - |
| Rang | Dossard | Athlète               | Nationalité     | Temps   | Différence | 1     | 4 | Alex Fiva | Suisse | 1:11.94 | − |
| 2    | 29      | Igor Omelin           | ROC             | 1:12.28 | Différence | +0.34 |   |           |        |         |   |
| 3    | 24      | Ryo Sugai             | Japon           | 1:12.29 | +0.35      |       |   |           |        |         |   |
| 4    | 14      | Brady Leman           | Canada          | 1:12.30 | +0.36      |       |   |           |        |         |   |
| 5    | 1       | Reece Howden          | Canada          | 1:12.37 | +0.43      |       |   |           |        |         |   |
| 6    | 25      | Jared Schmidt         | Canada          | 1:12.39 | +0.45      |       |   |           |        |         |   |
| 7    | 13      | Ryan Regez            | Suisse          | 1:12.44 | +0.50      |       |   |           |        |         |   |
| 8    | 10      | Simone Deromedis      | Italie          | 1:12.48 | +0.54      |       |   |           |        |         |   |
| 9    | 6       | Bastien Midol         | France          | 1:12.55 | +0.61      |       |   |           |        |         |   |
| 10   | 3       | Johannes Rohrweck     | Autriche        | 1:12.82 | +0.77      |       |   |           |        |         |   |
| 11   | 9       | François Place        | France          | 1:12.83 | +0.89      |       |   |           |        |         |   |
| 12   | 5       | Terence Tchiknavorian | France          | 1:12.85 | +0.91      |       |   |           |        |         |   |
| 13   | 2       | David Mobärg          | Suède           | 1:12.97 | +1.03      |       |   |           |        |         |   |
| 14   | 15      | Erik Mobärg           | Suède           | 1:13.01 | +1.07      |       |   |           |        |         |   |
| 15   | 8       | Kevin Drury           | Canada          | 1:13.11 | +1.17      |       |   |           |        |         |   |
| 16   | 18      | Jean-Frédéric Chapuis | France          | 1:13.20 | +1.26      |       |   |           |        |         |   |
| 17   | 17      | Daniel Bohnacker      | Allemagne       | 1:13.21 | +1.27      |       |   |           |        |         |   |
| 18   | 7       | Florian Wilmsmann     | Allemagne       | 1:13.22 | +1.28      |       |   |           |        |         |   |
| 19   | 12      | Tristan Takats        | Autriche        | 1:13.29 | +1.35      |       |   |           |        |         |   |
| 20   | 32      | Kirill Sysoev         | ROC             | 1:13.36 | +1.42      |       |   |           |        |         |   |
| 21   | 16      | Joos Berry            | Suisse          | 1:13.43 | +1.49      |       |   |           |        |         |   |
| 22   | 31      | Satoshi Furuno        | Japon           | 1:13.46 | +1.52      |       |   |           |        |         |   |
| 23   | 11      | Viktor Andersson      | Suède           | 1:13.49 | +1.55      |       |   |           |        |         |   |
| 24   | 27      | Tyler Wallasch        | États-Unis      | 1:13.55 | +1.61      |       |   |           |        |         |   |
| 25   | 26      | Adam Kappacher        | Autriche        | 1:13.58 | +1.64      |       |   |           |        |         |   |
| 26   | 19      | Tobias Mueller        | Allemagne       | 1:13.64 | +1.70      |       |   |           |        |         |   |
| 27   | 20      | Romain Détraz         | Suisse          | 1:13.69 | +1.75      |       |   |           |        |         |   |
| 28   | 30      | Elliott Baralo        | Suède]          | 1:13.82 | +1.88      |       |   |           |        |         |   |
| 29   | 21      | Sergueï Ridzik        | ROC             | 1:13.95 | +2.01      |       |   |           |        |         |   |
| 30   | 23      | Robert Winkler        | Autriche        | 1:14.05 | +2.11      |       |   |           |        |         |   |
| 31   | 28      | Oliver Davies         | Grande-Bretagne | 1:14.84 | +2.90      |       |   |           |        |         |   |
| 32   | 22      | Niklas Bachsleitner   | Allemagne       | 1:17.53 | +5.59      |       |   |           |        |         |   |

### Huitièmes de finale
Les Huitièmes de finale se déroule en 8 groupes de 4 concurrents. les deux premiers de chaque groupe se qualifient pour les Quarts de finale.
| Rang | Dossard | Athlète               | Nationalité | Notes |
| ---- | ------- | --------------------- | ----------- | ----- |
| 1    | 1       | Alex Fiva             | Suisse      | Q     |
| 2    | 17      | Daniel Bohnacker      | Allemagne   | Q     |
| 3    | 16      | Jean-Frédéric Chapuis | France      |       |
| 4    | 32      | Niklas Bachsleitner   | Allemagne   |       |

| Rang | Dossard | Athlète          | Nationalité | Notes |
| ---- | ------- | ---------------- | ----------- | ----- |
| 1    | 8       | Simone Deromedis | Italie      | Q     |
| 2    | 9       | Bastien Midol    | France      | Q     |
| 3    | 25      | Adam Kappacher   | Autriche    |       |
| 4    | 24      | Tyler Wallasch   | États-Unis  |       |

| Rang | Dossard | Athlète               | Nationalité | Notes |
| ---- | ------- | --------------------- | ----------- | ----- |
| 1    | 5       | Reece Howden          | Canada      | Q     |
| 2    | 21      | Joos Berry            | Suisse      | Q     |
| 3    | 12      | Terence Tchiknavorian | France      |       |
| 4    | 28      | Elliott Baralo        | Suède       |       |

| Rang | Dossard | Athlète        | Nationalité | Notes |
| ---- | ------- | -------------- | ----------- | ----- |
| 1    | 29      | Sergueï Ridzik | ROC         | Q     |
| 2    | 4       | Brady Leman    | Canada      | Q     |
| 3    | 13      | David Mobärg   | Suède       |       |
| 4    | 20      | Kirill Sysoev  | ROC         |       |

| Rang | Dossard | Athlète        | Nationalité | Notes |
| ---- | ------- | -------------- | ----------- | ----- |
| 1    | 14      | Erik Mobärg    | Suède       | Q     |
| 2    | 19      | Tristan Takats | Autriche    | Q     |
| 3    | 3       | Ryo Sugai      | Japon       |       |
| 4    | 30      | Robert Winkler | Autriche    |       |

| Rang | Dossard | Athlète        | Nationalité | Notes |
| ---- | ------- | -------------- | ----------- | ----- |
| 1    | 11      | François Place | France      | Q     |
| 2    | 6       | Jared Schmidt  | Canada      | Q     |
| 3    | 27      | Romain Détraz  | Suisse      |       |
| 4    | 22      | Satoshi Furuno | Japon       |       |

| Rang | Dossard | Athlète           | Nationalité | Notes |
| ---- | ------- | ----------------- | ----------- | ----- |
| 1    | 7       | Ryan Regez        | Suisse      | Q     |
| 2    | 10      | Johannes Rohrweck | Autriche    | Q     |
| 3    | 26      | Tobias Mueller    | Allemagne   |       |
| 4    | 23      | Viktor Andersson  | Suède       |       |

| Rang | Dossard | Athlète           | Nationalité     | Notes |
| ---- | ------- | ----------------- | --------------- | ----- |
| 1    | 2       | Igor Omelin       | ROC             | Q     |
| 2    | 15      | Kevin Drury       | Canada          | Q     |
| 3    | 18      | Florian Wilmsmann | Allemagne       |       |
| 4    | 31      | Oliver Davies     | Grande-Bretagne |       |

### Quarts de finale
Les Quarts de finale se déroule en 4 groupes de 4 concurrents. les deux premiers de chaque groupe se qualifient pour les Demi-finale.
| Rang | Dossard | Athlète          | Nationalité | Notes |
| ---- | ------- | ---------------- | ----------- | ----- |
| 1    | 1       | Alex Fiva        | Suisse      | Q     |
| 2    | 8       | Simone Deromedis | Italie      | Q     |
| 3    | 9       | Bastien Midol    | France      |       |
| 4    | 17      | Daniel Bohnacker | Allemagne   |       |

| Rang | Dossard | Athlète        | Nationalité | Notes |
| ---- | ------- | -------------- | ----------- | ----- |
| 1    | 29      | Sergueï Ridzik | ROC         | Q     |
| 2    | 4       | Brady Leman    | Canada      | Q     |
| 3    | 5       | Reece Howden   | Canada      |       |
| 4    | 21      | Joos Berry     | Suisse      |       |

| Rang | Dossard | Athlète        | Nationalité | Notes |
| ---- | ------- | -------------- | ----------- | ----- |
| 1    | 14      | Erik Mobärg    | Suède       | Q     |
| 2    | 11      | François Place | France      | Q     |
| 3    | 6       | Jared Schmidt  | Canada      |       |
| 4    | 19      | Tristan Takats | Autriche    |       |

| Rang | Dossard | Athlète           | Nationalité | Notes |
| ---- | ------- | ----------------- | ----------- | ----- |
| 1    | 7       | Ryan Regez        | Suisse      | Q     |
| 2    | 10      | Johannes Rohrweck | Autriche    | Q     |
| 3    | 15      | Kevin Drury       | Canada      |       |
| 4    | 2       | Igor Omelin       | ROC         |       |

### Demi-finales
Les Demi-finale se déroule en 2 groupes de 4 concurrents. les deux premiers de chaque groupe se qualifient pour la Grande finale et les deux derniers participent à la Petite finale.
| Rang | Dossard | Athlète          | Nationalité | Notes |
| ---- | ------- | ---------------- | ----------- | ----- |
| 1    | 1       | Alex Fiva        | Suisse      | GF    |
| 2    | 29      | Sergueï Ridzik   | ROC         | GF    |
| 3    | 8       | Simone Deromedis | Italie      | PF    |
| 4    | 4       | Brady Leman      | Canada      | PF    |

| Rang | Dossard | Athlète           | Nationalité | Notes |
| ---- | ------- | ----------------- | ----------- | ----- |
| 1    | 14      | Erik Mobärg       | Suède       | GF    |
| 2    | 7       | Ryan Regez        | Suisse      | GF    |
| 3    | 10      | Johannes Rohrweck | Autriche    | PF    |
| 4    | 11      | François Place    | France      | PF    |

### Finales
La petite finale sert à déterminer le classement de la 5e place à la 8e place, tandis que la Grande finale est concourue pour le gain de cette compétition.
| Rang                                | Dossard | Athlète        | Nationalité |
| ----------------------------------- | ------- | -------------- | ----------- |
| Médaille d'or, Jeux olympiques      | 7       | Ryan Regez     | Suisse      |
| Médaille d'argent, Jeux olympiques  | 1       | Alex Fiva      | Suisse      |
| Médaille de bronze, Jeux olympiques | 29      | Sergueï Ridzik | ROC         |
| 4                                   | 14      | Erik Mobärg    | Suède       |

| Rang | Dossard | Athlète           | Nationalité |
| ---- | ------- | ----------------- | ----------- |
| 5    | 8       | Simone Deromedis  | Italie      |
| 6    | 4       | Brady Leman       | Canada      |
| 7    | 10      | Johannes Rohrweck | Autriche    |
| 8    | 11      | François Place    | France      |

## Classement final
| Rang                                | Dossard | Athlète          | Nationalité |
| ----------------------------------- | ------- | ---------------- | ----------- |
| Médaille d'or, Jeux olympiques      | 7       | Ryan Regez       | Suisse      |
| Médaille d'argent, Jeux olympiques  | 1       | Alex Fiva        | Suisse      |
| Médaille de bronze, Jeux olympiques | 29      | Sergueï Ridzik   | ROC         |
| 4                                   | 14      | Erik Mobärg      | Suède       |
| 5                                   | 8       | Simone Deromedis | Italie      |